# 연방편입일

주 이름과 경계가 있는 미국지도

원래 13개 주가 1787년 헌법을 비준한 순서와 다른 주가 연방에 가입한 순서

미국의 한 주는 50개의 구성국 가운데 하나로서 주권을 연방 정부와 공유한다. 각 주와 연방 정부 간 주권 공유로 인해 미국인은 연방 공화국 및 그들이 거주하는 주의 시민이라고 할 수 있다. 켄터키주, 매사추세츠주, 펜실베이니아주, 버지니아주는 정식 명칭에 주(state)라는 용어 대신 커먼웰스(commonwealth)라는 용어를 사용한다.
주는 미국의 주된 행정구역이다. 연방 정부에 부여되지 않았거나 미국 헌법에 의해 금지되지 않은 모든 권한을 소유한다. 일반적으로 주 정부는 주내무역, 선거 운영, 지방 정부 수립, 공립 학교 정책, 비연방 도로 건설 및 유지 보수 등 지역 문제를 규제할 권한이 있다. 각 주는 공화주의 원칙에 근거한 자체 헌법, 그리고 행정부, 입법부, 사법부로 구성된 정부를 구성한다.
모든 주와 주민들은 상원과 하원으로 구성된 양원제 입법부인 연방 의회를 대표한다. 각 주는 2명의 상원 의원과 적어도 한 명의 하원 의원으로 대표되며 주 하원 대표단의 규모는 최근에 헌법적으로 의무화된 10년에 한 번 치러지는 인구 조사에 의해 결정된 총 인구 수에 따라 달라진다. 또, 각 주는 미국 대통령을 선출하는 미국 선거인단에 투표할 수많은 선거인을 선택할 권한을 부여받으며 그 수는 해당 주의 의회의 상원의원과 하원의원의 수와 비례한다.

## 미국의 주 목록
| 주 | 주                 | 편입일                  |
| -- | ------------------ | ----------------------- |
| 1  | 델라웨어주         | 1787년 12월 7일 (비준)  |
| 2  | 펜실베이니아주     | 1787년 12월 12일 (비준) |
| 3  | 뉴저지주           | 1787년 12월 18일 (비준) |
| 4  | 조지아주           | 1788년 1월 2일 (비준)   |
| 5  | 코네티컷주         | 1788년 1월 9일 (비준)   |
| 6  | 매사추세츠주       | 1788년 2월 6일 (비준)   |
| 7  | 메릴랜드주         | 1788년 4월 28일 (비준)  |
| 8  | 사우스캐롤라이나주 | 1788년 5월 23일 (비준)  |
| 9  | 뉴햄프셔주         | 1788년 6월 21일 (비준)  |
| 10 | 버지니아주         | 1788년 6월 25일 (비준)  |
| 11 | 뉴욕주             | 1788년 7월 26일 (비준)  |
| 12 | 노스캐롤라이나주   | 1789년 11월 21일 (비준) |
| 13 | 로드아일랜드주     | 1790년 5월 29일 (비준)  |
| 14 | 버몬트주           | 1791년 3월 4일 (승인)   |
| 15 | 켄터키주           | 1792년 6월 1일 (승인)   |
| 16 | 테네시주           | 1796년 6월 1일 (승인)   |
| 17 | 오하이오주         | 1803년 3월 1일 (승인)   |
| 18 | 루이지애나주       | 1812년 4월 30일 (승인)  |
| 19 | 인디애나주         | 1816년 12월 11일 (승인) |
| 20 | 미시시피주         | 1817년 12월 10일 (승인) |
| 21 | 일리노이주         | 1818년 12월 3일 (승인)  |
| 22 | 앨라배마주         | 1819년 12월 14일 (승인) |
| 23 | 메인주             | 1820년 3월 15일 (승인)  |
| 24 | 미주리주           | 1821년 8월 10일 (승인)  |
| 25 | 아칸소주           | 1836년 6월 15일 (승인)  |
| 26 | 미시간주           | 1837년 1월 26일 (승인)  |
| 27 | 플로리다주         | 1845년 3월 3일 (승인)   |
| 28 | 텍사스주           | 1845년 12월 29일 (승인) |
| 29 | 아이오와주         | 1846년 12월 28일 (승인) |
| 30 | 위스콘신주         | 1848년 5월 29일 (승인)  |
| 31 | 캘리포니아주       | 1850년 9월 9일 (승인)   |
| 32 | 미네소타주         | 1858년 5월 11일 (승인)  |
| 33 | 오리건주           | 1859년 2월 14일 (승인)  |
| 34 | 캔자스주           | 1861년 1월 29일 (승인)  |
| 35 | 웨스트버지니아주   | 1863년 6월 20일 (승인)  |
| 36 | 네바다주           | 1864년 10월 31일 (승인) |
| 37 | 네브래스카주       | 1867년 3월 1일 (승인)   |
| 38 | 콜로라도주         | 1876년 8월 1일 (승인)   |
| 39 | 노스다코타주       | 1889년 11월 2일 (승인)  |
| 40 | 사우스다코타주     | 1889년 11월 2일 (승인)  |
| 41 | 몬태나주           | 1889년 11월 8일 (승인)  |
| 42 | 워싱턴주           | 1889년 11월 11일 (승인) |
| 43 | 아이다호주         | 1890년 7월 3일 (승인)   |
| 44 | 와이오밍주         | 1890년 7월 10일 (승인)  |
| 45 | 유타주             | 1896년 1월 4일 (승인)   |
| 46 | 오클라호마주       | 1907년 11월 16일 (승인) |
| 47 | 뉴멕시코주         | 1912년 1월 6일 (승인)   |
| 48 | 애리조나주         | 1912년 2월 14일 (승인)  |
| 49 | 알래스카주         | 1959년 1월 3일 (승인)   |
| 50 | 하와이주           | 1959년 8월 21일 (승인)  |

## 같이 보기
- 미주리 타협
- 털리도 전쟁
- 텍사스 합병
- 1850년 타협
- 피의 캔자스
- 미국의 주
- 51번째 주